# International Vale Tudo Championship
International Vale Tudo Championship (IVC) – brazylijska organizacja promująca walki w formule vale tudo w latach 1997–2003. W 2016, organizacja wznowiła działalność, skupiając się na promocji MMA oraz kickboxingu. Pomysłodawcą oraz prezydentem IVC jest Sergio Batarelli.

## Historia
Od 1996 Sergio Batarelli wraz z Frederico Lapendą wspólnie organizował gale World Vale Tudo Championship, lecz wskutek sporu między nimi w 1997 Batarelli postanowił założyć własną – International Vale Tudo Championship. Organizacja została oficjalnie założona w lipcu 1997 roku w São Paulo przez Batarelliego (prezydent IVC) oraz Stephana Cabrere (WKN), Miguela Iturrate (Hook & Shoot), Koichi Kawasakiego (PRIDE FC) i Stephena Quadrosa (Black Belt Magazine). Batarelli tworząc IVC inspirował się przede wszystkim pierwszymi turniejami UFC oraz pojedynkami vale tudo, które były popularne m.in. w brazylijskich fawelach. Pierwsza gala odbyła się 6 lipca 1997. Do turnieju zostali zaproszeni m.in. zawodnicy UFC Gary Goodridge, Dan Severn oraz Cal Worsham. Przez pierwsze lata IVC cieszyła się dużym zainteresowaniem kibiców, jak i zawodników. Turnieje IVC pozwoliły wybić się i rozpocząć międzynarodowe kariery takim zawodnikom jak Wanderlei Silva, Wallid Ismail, Jose Landi-Jons, Renato Sobral, Chuck Liddell czy Evangelista Santos. Pod koniec 2001 władze miasta zakazały na terenie São Paulo organizowanie zawodów vale tudo w tym IVC i innych tego typów imprez (również konkurencyjnego WVC) zmuszając Batarelliego do organizacji gal poza krajem. W latach 2001–2003 odbyły się trzy zagraniczne gale – w Wenezueli (Caracas), Jugosławii (Belgrad) oraz Portugalii (Castro Marim), lecz nie cieszyły się dużym zainteresowaniem i ostatecznie w 2003 Baterelli postanowił zamknąć organizacje. W sumie w latach 1997–2001 odbyło się szesnaście gal oraz kilka mniejszych, współorganizowanych przez Batarelliego w Europie m.in. Durata Fights czy World Absolute Fight Federation (cykl europejskich eliminacji IVC na których walczyli m.in. Igor Pokrajac, Valentijn Overeem czy Dave Dalgliesh).
W 2015 UFC nabyło prawa do archiwalnych gal IVC dodając je do swojej biblioteki na platformie UFC Fight Pass, gdzie po wykupieniu wymaganej subskrypcji jest możliwość obejrzenia ich.
Po 13 latach przerwy, w lipcu 2016, zapowiedziano wznowienie funkcjonowania organizacji przy współpracy z kickbokserską federacją WKN oraz ogłoszono na 20 sierpnia tego samego roku, piętnastą, numerowaną edycję IVC, podczas której odbędą się pojedynki w formułach MMA oraz kickboxingu, w tym turnieje w obu dyscyplinach.

## Zasady i reguły

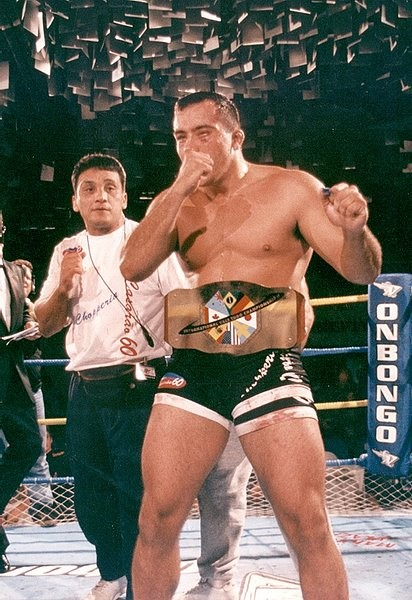
Artur Mariano – tryumfator drugiego turnieju IVC (15.09.1997)

Główny format gal w latach 1997–2003 stanowiły turnieje – cztero- lub ośmioosobowe, walki specjalne (o tytuł mistrzowski) oraz super-walki (ang. super-fight – np. walki zawodników z różnych kategorii wagowych). Zawody odbywały się w ringu bokserskim, pojedynek trwał maksymalnie 30 min.
Nie obowiązywały żadne reguły by jak najbardziej odwzorować realną walkę. Niepisanymi zasadami był zakaz wsadzania palców w oczy oraz ciosy poniżej pasa. Po czasie zaczęto wprowadzać drobne zmiany i ustalono bardzo wąski regulamin:
- zakaz gryzienia,
- zakaz wsadzania palców w oczy,
- zakaz zahaczania (polega na zrobieniu „haka” z palca bądź z kilku palców i włożeniu ich do ust przeciwnika, a następnie ciągnięciu),
- zakaz kopania w głowę jeśli zawodnik miał na sobie buty,
- zakaz trzymania się lin.

Sposoby wyłonienia zwycięzcy obejmowały:
- nokaut,
- poddanie,
- techniczny nokaut (przerwanie przez sędziego, lekarza lub narożnik),
- dyskwalifikację,
- decyzję sędziów.

## Mistrzowie

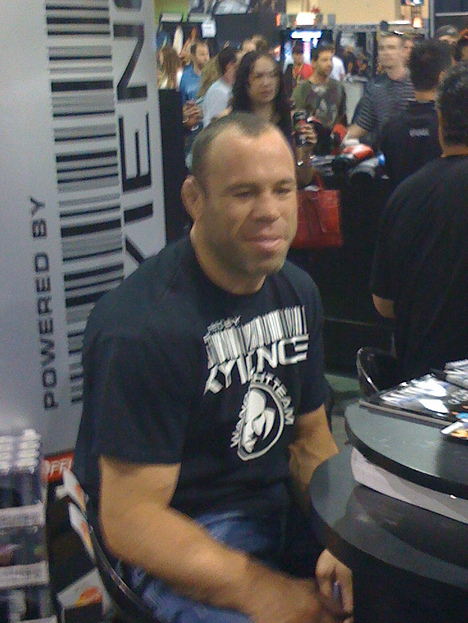
Wanderlei Silva – mistrz IVC i jedna z największych gwiazd organizacji

| Kategoria | Waga                 | Mistrz          | Data       |
| --------- | -------------------- | --------------- | ---------- |
| Ciężka    | ponad 91 kg (201 lb) | Carlos Barreto  | 20.01.1999 |
| Półciężka | do 91 kg (200 lb)    | Wanderlei Silva | 27.04.1999 |
| Średnia   | do 82 kg (182 lb)    | Jose Landi-Jons | 27.04.1999 |
| Lekka     | do 77 kg (168 lb)    | Rafael Cordeiro | 20.01.1999 |

## Zwycięzcy turniejów
| Gala                     | Data       | Kategoria wagowa   | Zwycięzca         | Finalista              |
| ------------------------ | ---------- | ------------------ | ----------------- | ---------------------- |
| IVC 1                    | 06.06.1997 | open               | Gary Goodridge    | Pedro Otavio           |
| IVC 2                    | 15.09.1997 | open               | Artur Mariano     | Wanderlei Silva        |
| IVC 3                    | 10.12.1997 | open               | Pedro Otavio      | Jorge Magalhaes        |
| IVC 4                    | 07.02.1998 | open               | Mike Van Arsdale  | Dario Amorim           |
| IVC 5                    | 26.04.1998 | open               | Jose Landi-Jons   | Milton Bahia           |
| IVC 7                    | 23.08.1998 | open               | Sergio Melo       | Johnny Eduardo         |
| IVC 11                   | 27.04.1999 | open               | Flavio Luiz Moura | Nilson de Castro       |
| IVC 12                   | 26.08.1999 | średnia (do 82 kg) | Ismael Souza      | Magno Penha            |
| IVC 13                   | 26.08.1999 | lekka (do 77 kg)   | Alexandre Barros  | Luiz Claudio das Dores |
| IVC 14                   | 11.11.2001 | open               | Alex Stiebling    | Angelo Araujo          |
| IVC Rumble in Yugoslavia | 01.12.2002 | ciężka             | Petr Kelner       | Eros Iris              |